# Черноглазовский сельский совет
Черноглазовский сельский совет (укр. Чорноглазівська сільська рада) — входит в состав
Полтавского района
Полтавской области
Украины.
Административный центр сельского совета находится в 
с. Черноглазовка
.

## Населённые пункты совета
- с. Черноглазовка
- с. Бершацкое
- с. Глухово
- с. Долина
- с. Макарцовка
- с. Носовка
- с. Трирогово